# 차이야품주
차이야품주(태국어: ชัยภูมิ)는 태국 북동부의 주(창왓)의 하나이다. 이웃한 주는 북쪽부터 시계 방향으로 콘깬 주, 나콘랏차시마 주, 롭부리 주, 펫차분 주이다.

## 어원
차이야는 산스크리트어로 '승리'를 의미하는 자야에서, 품은 산스크리트어로 땅을 의미하는 부미에서 기원한 것이다. 그래서 주의 이름은 '승리의 땅'을 의미한다. 말레이/인도네시아어의 자야부미와 같은 뜻이다.

## 지리
주는 펫차분산맥에 의해 양분되고 최고 고도는 해발 1222m이다. 주의 동쪽은 코랏고원에 속한다.
4개의 국립공원이 주에 위치한다. 주의 북서쪽에 있는 따톤 국립공원은 경치 좋은 폭포와 건조한 딥테로캅 숲을 특징으로 한다. 가장 큰 관광지인 주 서부의 사이통 국립공원에는 사이통 폭포와 시암 튤립밭이 있다. 유사한 꽃밭을 남서쪽의 빠힌응암 국립공원에서도 볼 수 있다. 이 공원의 이름은 이곳에서 발견된 이상한 모양의 돌에서 유래한다. 푸랜카 국립공원은 차이야품 시의 북서쪽에 위치하고 200km2의 숲으로 덮인 언덕을 포함한다.

## 역사
12세기 크메르 제국 때 차이야품은 앙코르부터 쁘라삿싱(깐차나부리 주)까지의 도로상에 위치한 작은 도시였다. 1817년에 비엔티안 왕국에서 온 나이래가 이끄는 라오족 무리가 이곳에 정착했다. 처음에 그들은 반남쿤농에찬(나콘랏차시마 주)에 정착했으나 곧 반루앙(현재의 차이야품)으로 이동하였다. 비엔티안의 라오족 왕 아누봉이 시암과의 전쟁을 선언했을 때 지역의 통치자 자오프라야래는 입장을 바꿔 시암군을 지지하였다. 1826년에 그는 라오족 군대에게 죽임을 당했으나 라오스는 결국 패하여 시암의 일부가 되었다. 자오프라야래는 태국에 의해 프라야팍이춤폰으로 개명되었고 여전히 지역의 영웅으로 추앙받고 있다.

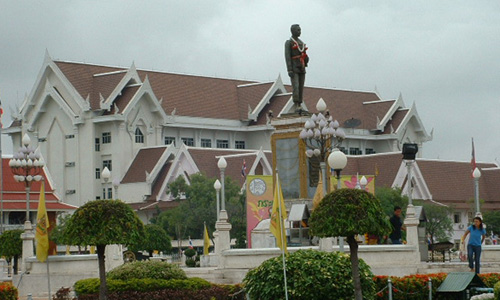
차이야품 시청 앞의 프라야래상

## 주민
차이야품의 주민 대부분은 라오족이다. 대부분 사람들은 라오어의 방언인 이싼어를 사용한다.

## 산업
차이야품의 주요 작물은 쌀, 타피오카, 사탕수수, 타로토란 뿌리이다. 차이야품은 태국의 비단 산업의 중심지로서 유명하다.

## 행정 구역
주에는 16개의 암프(군)와 더 세부 행정구역인 124개의 땀본 그리고 1393개의 무반 (행정 구역)이 있다.
| 1. 므앙차이야품군 2. 반콰오군 3. 콘사완군 4. 까셋솜분군 5. 농부아댕군 6. 차투랏군 7. 밤넷나롱군 8. 농부아라웨군 | 1. 텝사팃군 2. 푸키아오군 3. 반탠군 4. 깽크로군 5. 콘산군 6. 팍디춤폰군 7. 는사응아군 8. 삽야이군 |